# Patrick Kerr
Patrick Kerr (Wilmington (Delaware), 23 januari 1956) is een Amerikaans acteur.
Kerr begon in 1993 met acteren in de televisieserie Law & Order, waarna hij nog meerdere rollen speelde in televisieseries en films. Naast het acteren voor televisie is hij ook actief in het theater, en heeft ook opgetreden op Broadway. 

## Filmografie

### Films
Uitgezonderd korte films.
- 2015 Anesthesia - als Jerry
- 2014 Friends and Romans - als mr. Rothman
- 2009 He Likes Guys - als Larry
- 2007 Time Upon a Once – als oranje echtgenoot
- 2007 Die Hardly Working – als held
- 2005 Domino – als DMV manager
- 2001 Wrong Way to Sundance – als assistent van Jenna
- 2001 When Billie Beat Bobby – als Rheo
- 2000 The David Cassidy Story – als fotograaf
- 1997 Toothless – als mr. Wood
- 1996 Alien Nation: The Enemy Within – als achtervolger
- 1996 Ed – als Kirby
- 1995 Jeffrey – als ober / acteur / politieagent
- 1995 Stuart Saves His Family – als makeover artiest

### Televisieseries
Uitgezonderd eenmalige gastrollen.
- 2023-2024 The Big Door Prize - als mr. Johnson - 18 afl.
- 1994-2004 Frasier – als Noel Shempsky – 22 afl.
- 2004 ER – als George Deakins – 2 afl.
- 2000-2004 Curb Your Enthusiasm – als Michael – 4 afl.
- 2003 The Brotherhood of Poland, new Hampshire – als Hootie Howell – 3 afl.
- 1998-2000 Oh Baby – als Brad – 19 afl.
- 1997-1998 3rd Rock from the Sun – als Irving – 2 afl.
- 1995-1996 The Home Court – als Elephant Ed – 2 afl.
- 1995 The Drewe Carey Story – als Johnson – 2 afl.

## TheaterwerkBroadway
- 2018 Travesties - als Bennett
- 2014-2015 You Can't Take It With You - als mr. DePinna
- 2007 The Ritz - als Claude Perkins